# ネルソン・マンデラ国際デー
ネルソン・マンデラ国際デー（ネルソン・マンデラこくさいデー、英語: Nelson Mandela International Day）またはマンデラデー（英語: Mandela Day）は、2009年に国際連合が創設した国際デーである。アパルトヘイト撤廃に尽力した南アフリカ共和国の政治家ネルソン・マンデラの誕生日にあたる毎年7月18日、彼の67年間の政治生活にちなんで少なくとも67分間の社会奉仕活動を行うよう、世界中の人々に呼びかけられる。
2009年4月28日にネルソン・マンデラ財団とエイズ撲滅運動団体46664が、7月18日の誕生日をマンデラ・デーとすることを求めるマンデラ・デー・キャンペーンを始めた。2009年11月10日、第42期国連総会においてポルトガルのMoraes  Cabralが決議A/64/L.13として創設を提唱した。